# James Foley (Bischof)

Bischofswappen von James Foley

James Foley (* 19. Juli 1948 in Brisbane, Australien) ist ein australischer Geistlicher und emeritierter römisch-katholischer Bischof von Cairns.

## Leben
James Foley empfing nach seiner theologischen Ausbildung am 27. Januar 1968 durch den Erzbischof von Brisbane, Francis Roberts Rush, das Sakrament der Priesterweihe. Er studierte Philosophie an der belgischen Katholieke Universiteit Leuven und erwarb dort den Doktorgrad in Philosophie. Während seiner Zeit in Löwen arbeitete er auch als Seelsorger auf amerikanischen und britischen Militärstützpunkten in Westdeutschland und verbrachte auch einige Monate in der Kathedralgemeinde von St. John in New Brunswick, Kanada. Als er 1982 in seine Heimat nach Queensland zurückkehrte, begann er, am Priesterseminar von Banyo Philosophie zu unterrichten. Außerdem unterrichtete er Philosophie am Brisbane College of Theology, an der Australian Catholic University und an der University of Queensland. Von 1985 bis 1992 war er geistlicher Leiter für Studenten sowie Seelsorger in Beaudesert.
Am 16. Juli 1992 ernannte ihn Papst Johannes Paul II. zum Bischof von Cairns. Der Erzbischof von Brisbane, John Alexius Bathersby, spendete ihm am 21. August desselben Jahres in der St. Monica Cathedral, Cairns, die Bischofsweihe; Mitkonsekratoren waren der emeritierte Erzbischof von Brisbane, Francis Roberts Rush, und der emeritierte Bischof von Cairns, John Ahern Torpie.
Er war Mitglied verschiedener internationaler und nationaler Gremien, darunter die Internationale Katechetische Kommission in Rom, das Internationale Komitee für Englisch in der Liturgie und etwa das Queensland Chapter of Australian Catholic Universities.
Im Jahr 2004 war Bischof Foley einer der fünf katholischen Bischöfe von Queensland, die den Hirtenbrief „Let the Many Coastlands Be Glad“ unterzeichneten, in dem die gemeinsame ökologische Verantwortung für das Great Barrier Reef und die Notwendigkeit von Maßnahmen zur Sicherung seines Überlebens betont wurde. Sie nannten die globale Erwärmung, das Abfließen von Sedimenten vom Land, den Abfluss von Abwässern, die Verschlechterung der Wasserqualität und die Überfischung als Hauptprobleme.
Papst Franziskus nahm am 21. Februar 2022 seinen Rücktritt aus gesundheitlichen Gründen (Parkinson-Krankheit) an.